# دریاچه آک‌یایان
دریاچه آک‌یایان (انگلیسی: Lake Akyayan) یک دریاچه در استان آدانای کشور ترکیه است.